# Johan I van Brunswijk-Lüneburg
Johan I van Brunswijk-Lüneburg (circa 1242 - 13 december 1277) was van 1252 tot aan zijn dood hertog van Brunswijk-Lüneburg. Hij behoorde tot het huis Welfen.

## Levensloop
Johan was de tweede zoon van hertog Otto I van Brunswijk-Lüneburg en diens echtgenote Mathilde, dochter van markgraaf Albrecht II van Brandenburg. Zijn vader was de eerste hertog van Brunswijk-Lüneburg geworden nadat hij de Saksische allodiale bezittingen van het huis Welfen ontvangen had van keizer Frederik II. 
Na de dood van zijn vader in 1252 erfde Johan samen met zijn oudere broer Albrecht I het hertogdom Brunswijk-Lüneburg, dat ze gezamenlijk bestuurden. De broers raakten het echter niet eens over wie het hertogdom moest regeren en in 1267 besloten ze om hun gezamenlijke domeinen onderling te verdelen. In 1269 vond deze verdeling plaats: Albrecht kreeg het hertogdom Brunswijk-Wolfenbüttel en Johan behield de overgebleven gebieden van het hertogdom Brunswijk-Lüneburg. Hiermee was de Johan de stichter van het Oudere Huis Lüneburg binnen het huis Welfen.
Tijdens een felle vete met graaf Günzel III van Schwerin slaagde Johan erin om de vesting Uelzen te bemachtigen, waarna hij de vesting in 1270 stadsrechten gaf. Ook probeerde hij tevergeefs om de controle over de zoutmijnen van Lüneburg te bemachtigen en gaf hij de stadsburgers van Lüneburg een monopolie om de zouthandel in zijn hertogdom te kunnen controleren. 
In december 1277 overleed Johan. Hij werd begraven in de Sint-Michaëlkerk van Lüneburg. Zijn zoon Otto II volgde hem op als hertog van Brunswijk-Lüneburg.

## Huwelijk en nakomelingen
In 1265 huwde Johan met Liutgard (overleden in 1289), dochter van graaf Gerard I van Holstein-Itzehoe. Ze kregen volgende kinderen:
- Otto II (1266-1330), hertog van Brunswijk-Lüneburg
- Mathilde (overleden na 1308), huwde in 1291 met vorst Hendrik I van Werle
- Elisabeth (overleden tussen 1294 en 1298), huwde met graaf Johan II van Oldenburg
- Agnes (overleden rond 1314), huwde rond 1283 met graaf Werner I van Hadmersleben
- Helena, huwde in 1315 met graaf Koenraad III van Wernigerode

Daarnaast had hij ook een buitenechtelijke zoon Hendrik (overleden in 1324), die kanunnik was in Walsrode.

## Voorouders
| Voorouders van Johan I van Brunswijk-Lüneburg (1242-1277) | Voorouders van Johan I van Brunswijk-Lüneburg (1242-1277)                | Voorouders van Johan I van Brunswijk-Lüneburg (1242-1277)                | Voorouders van Johan I van Brunswijk-Lüneburg (1242-1277)                | Voorouders van Johan I van Brunswijk-Lüneburg (1242-1277)                | Voorouders van Johan I van Brunswijk-Lüneburg (1242-1277)                           | Voorouders van Johan I van Brunswijk-Lüneburg (1242-1277)                           | Voorouders van Johan I van Brunswijk-Lüneburg (1242-1277)                           | Voorouders van Johan I van Brunswijk-Lüneburg (1242-1277)                           |
| --------------------------------------------------------- | ------------------------------------------------------------------------ | ------------------------------------------------------------------------ | ------------------------------------------------------------------------ | ------------------------------------------------------------------------ | ----------------------------------------------------------------------------------- | ----------------------------------------------------------------------------------- | ----------------------------------------------------------------------------------- | ----------------------------------------------------------------------------------- |
| Overgrootouders                                           | Hendrik de Leeuw (1129/30-1195) ∞ Mathilde Plantagenet (1156-1189)       | Hendrik de Leeuw (1129/30-1195) ∞ Mathilde Plantagenet (1156-1189)       | Waldemar I van Denemarken (1131-1182) ∞ Sophia van Minsk (1141-1198)     | Waldemar I van Denemarken (1131-1182) ∞ Sophia van Minsk (1141-1198)     | Otto I van Brandenburg (1127-1184) ∞ Adelheid (-)                                   | Otto I van Brandenburg (1127-1184) ∞ Adelheid (-)                                   | Koenraad II van Lausitz (1159-1210) ∞ Elisabeth van Polen (1152-1209)               | Koenraad II van Lausitz (1159-1210) ∞ Elisabeth van Polen (1152-1209)               |
| Grootouders                                               | Willem van Lüneburg (1184-1213) ∞ 1202 Helena van Denemarken (1180–1233) | Willem van Lüneburg (1184-1213) ∞ 1202 Helena van Denemarken (1180–1233) | Willem van Lüneburg (1184-1213) ∞ 1202 Helena van Denemarken (1180–1233) | Willem van Lüneburg (1184-1213) ∞ 1202 Helena van Denemarken (1180–1233) | Albrecht II van Brandenburg (1175-1220) ∞ 1205 Mathilde van de Lausnitz (1185-1255) | Albrecht II van Brandenburg (1175-1220) ∞ 1205 Mathilde van de Lausnitz (1185-1255) | Albrecht II van Brandenburg (1175-1220) ∞ 1205 Mathilde van de Lausnitz (1185-1255) | Albrecht II van Brandenburg (1175-1220) ∞ 1205 Mathilde van de Lausnitz (1185-1255) |
| Ouders                                                    | Otto het Kind (1204-1252) ∞ 1228 Machteld van Brandenburg (1210-1261)    | Otto het Kind (1204-1252) ∞ 1228 Machteld van Brandenburg (1210-1261)    | Otto het Kind (1204-1252) ∞ 1228 Machteld van Brandenburg (1210-1261)    | Otto het Kind (1204-1252) ∞ 1228 Machteld van Brandenburg (1210-1261)    | Otto het Kind (1204-1252) ∞ 1228 Machteld van Brandenburg (1210-1261)               | Otto het Kind (1204-1252) ∞ 1228 Machteld van Brandenburg (1210-1261)               | Otto het Kind (1204-1252) ∞ 1228 Machteld van Brandenburg (1210-1261)               | Otto het Kind (1204-1252) ∞ 1228 Machteld van Brandenburg (1210-1261)               |